# Le Mystère Koumiko
Pour plus de détails, voir Fiche technique et Distribution.
Le Mystère Koumiko est un film français documentaire de Chris Marker, sorti en 1965 et d'une durée de 46 minutes. 

## Synopsis
Alors qu'il est au Japon pour documenter les jeux d'été 1964 à Tokyo, Chris Marker rencontre Koumiko Muraoka. Intrigué et fasciné par la jeune femme, il décide de lui consacrer un film qu'il ouvre en ces termes : « Koumiko Murooka, secrétaire, plus de vingt ans, moins de trente, née en Mandchourie, aimant Giraudoux, détestant le mensonge, élève de l'Institut franco-japonais, aimant Truffaut, détestant les machines électriques et les Français trop galants, rencontrée par hasard à Tokyo, pendant les Jeux olympiques. Autour d'elle, le Japon... »

## Autour du film
Koumiko, de l'auteure Anna Dubosc (fille de Koumiko Muraoka), revient sur la vie de la poétesse, et mentionne sa rencontre avec Marker.

## Fiche technique
- Titre : Le Mystère Koumiko
- Réalisation : Chris Marker
- Scénario : Chris Marker
- Photographie : Chris Marker
- Musique : Toru Takemitsu
- Narrateur : Chris Marker
- Montage : Chris Marker
- Production : La Sofra
- Date de sortie : 6 avril 1967 (New York)
- Film français
- Genre : Documentaire
- Durée : 46 minutes
- Support : 35 mm, noir et blanc